# Roger Williams
Roger Williams (1603–1683) byl novoanglický protestantský duchovní a zakladatel kolonie Rhode Island. Byl jedním z prvních propagátorů náboženské svobody, oddělení církve od státu a obhájce územních nároků amerických indiánů.

## Život

### Rané období
Roger Williams se narodil v Londýně v prosinci 1603, vystudoval Pembroke College v Cambridgi a stal se puritánským kaplanem. Začátkem roku 1631 připlul se svou ženou do Bostonu, hlavního města kolonie Massachusetts, aby zde hledal náboženskou svobodu. Brzy po svém příjezdu začal působit potíže vládnoucí kongregační církvi. Vládnoucí puritáni zde nebyli ochotni poskytnout náboženskou svobodu nikomu a přijali zásadu, že při volbách do samosprávy mají hlasovací právo jen členové puritánské církve. Světské úřady s ní spojené měly právo trestat kacíře, protože „trestání kacířů církvi neuškodilo“. To vedlo k formalismu a pokrytectví. Williams prosazoval důsledné oddělení světských a duchovních úřadů, kritizoval massachusettské puritány za nedostatečné zpřetrhání pout s anglikánskou církví a prosazoval svobodu svědomí a vyznání u každého jednotlivce. Tyto názory hlásal veřejně a brzy se dostal do sporu s představiteli kolonie.

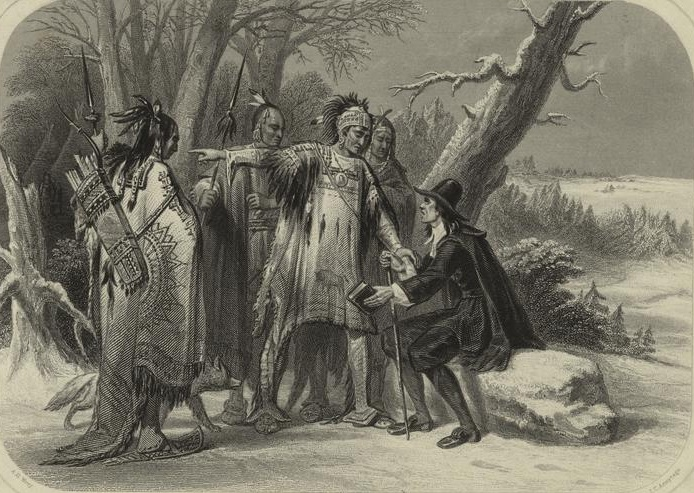
Roger Williams mezi indiány kmene Narragansett

### Založení Providence
Williams cestoval i mezi místní indiány kmenů Narragansett a Wampanoag, studoval jejich kulturu, sestavil slovník a jakéhosi průvodce indiánskou zemí. Posléze začal obhajovat jejich územní práva. Kritizoval královský patent, z něhož puritáni odvozovali své nároky na kolonizaci Nové Anglie, tvrdil, že by půdu měli získávat odkupem od domorodců. Po dlouhé řadě sporů došla puritánským představitelům definitivně trpělivost v roce 1635 a rozhodli o vyhoštění nenapravitelného duchovního zpět do Anglie. Williams se však o deportaci dozvěděl včas a stačil s hrstkou svých příznivců uprchnout k indiánům do blízkosti zálivu Narragansett. Náčelníci Miantonomo a Canonicus poskytli uprchlíkům část území. Williams a jeho věrní zde založili osadu Providence – základ budoucí kolonie Rhode Island. Do malé kolonie přicházeli další osadníci, většinou oponenti puritánské teokracie. Rozhodovalo se zde zprvu na principu většinové vůle, správa osady zaručovala svobodu vyznání, duchovní záležitosti byly důsledně oddělovány od světských. Rhode Island se stal útočištěm pronásledovaných a utlačovaných, občanská a náboženská svoboda se později stala nejdůležitější zásadou americké společnosti. Puritáni nechali kolonii na pokoji, neboť Roger Williams se jim ukázal jako prospěšný spojenec při jednání s indiány. Měl podíl na odrazení „svých“ Narragansettů od toho, aby se přidali na stranu Pequotů v pequotské válce.

### Zpět v Anglii
V roce 1643 se vydal Williams do Anglie, aby zde zajistil pro svou kolonii úřední uznání. Dorazil během právě probíhající občanské války. Přes opozici ze strany massachusettských agentů se mu skutečně podařilo získat úřední parlamentní patent pro svou kolonii. Napomohlo tomu i vydání knihy s názvem A Key Into the Language of America, která se stala v Anglii značně populární. Roger Williams v ní shrnul především své znalosti indiánské kultury a jazyka. Jeho další kniha The Bloody Tenent of Persecution for Cause of Conscience (1644) vyvolala v Anglii velký rozruch, který došel tak daleko, že parlament nařídil její veřejné spálení. To už byl Williams na cestě zpět do Ameriky.

### Rhode Island
Mezi léty 1644 až 1647 se podařilo z osad okolo zálivu Narragansett vytvořit kolonii, jež se začala nazývat Rhode Island. Roger Williams se stal jedním z jeho vůdčích představitelů, ačkoli nebyl zvolen prvním prezidentem. Rhode Island byl útočištěm pro různá náboženská hnutí a odnože protestantismu jako byli baptisté, kvakeři, antinomiáni. Žili zde rovněž židé. Přes svou pokrokovost měla kolonie mnohé problémy, část osad se chtěla odštěpit, občas docházelo ke sporům s indiány. Roger Williams se stal prezidentem kolonie v roce 1654 a ve vysokých funkcích vydržel až do 70. let 17. století.

### Válka s indiány
V roce 1675 vypukla v Nové Anglii válka krále Filipa. Šlo o povstání většiny místních kmenů proti anglickým koloniím. Ač se představitelé Rhode Islandu snažili válce zabránit a svou kolonii držet stranou, nepodařilo se to. V té době už Roger Williams neudržoval tak dobré kontakty s indiány jako dříve a přestal nad nimi držet ochrannou ruku. Byl zklamán, že jeho snaha udržet mírové vztahy přišla nazmar. Když pak v březnu 1676 napadla velká skupina indiánů Providence a část města vypálila, včetně Williamsova domu, jeho postoj se radikálně změnil. Po bitvě se setkal s některými náčelníky a o tomto setkání napsal: „Zeptal jsem se jich, proč nás napadli, podpálili spoustu domů a zabili mnoho lidí, nás, kteří jsme jim vždy byli dobrými sousedy ... můj dům, jenž mi shořel před očima, hostil možná tisíce z vás (...) Řekl jsem jim, že jsou zbabělci, že vše co mají od nás, získali krádežemi nebo podvody, přepadají ze zálohy, schovávají se v bažinách a útočí, jen když mají velkou převahu...“ Williams nedokázal pochopit motivy, které domorodce k válce vedly. Od tohoto okamžiku považoval indiány za své nepřátele, dokonce se přes své stáří stal kapitánem místní domobrany. Po skončení války se již příliš neúčastnil veřejného života.
Roger Williams zemřel mezi lednem a březnem 1683. Spolu se svou ženou Mary Barnard měli 6 dětí.

## Dílo, odkaz, dědictví
Roger Williams napsal mnoho knih, brožur, pamfletů a dopisů. Vše je shrnuto ve dvou základních edicích:
- Williams, Roger. The Complete Writings of Roger Williams (7 vols; 1963).[4]
- Williams, Roger. The Correspondence of Roger Williams. Vol. 1: 1629-1653. Vol. 2: 1654-1682 ed. by Glenn W. LaFantasie. (1988) 867 pp.[5]

Po Rogeru Williamsovi je pojmenováno několik institucí, parků, škol a památníků:
- Roger Williams Cenotaph v Green-Wood Cemetery, Brooklyn, Kings County, N.Y.
- Roger Williams National Memorial, památník v Providence založený roku 1965.
- Roger Williams Park, Providence, Rhode Island a Roger Williams Park Zoo.
- Roger Williams University, v Bristolu, Rhode Island.
- Roger Williams Dining Hall, University of Rhode Island, říká se jí "Rojo's."
- The Green Lake Conference Center (American Baptists), Green Lake, Wisconsin, hlavní lóže se jmenuje "Roger Williams Inn".